# Квинт Клавдий
Квинт Кла́вдий (лат. Quintus Claudius; III век до н. э.) — римский политический деятель из плебейской ветви рода Клавдиев, народный трибун 218 года до н. э. Находясь на этой должности, добился принятия закона, запрещавшего сенаторам и их сыновьям владеть кораблями вместимостью более 300 амфор (то есть грузоподъёмностью более 7-8 тонн).